# Münzen von Sybaris

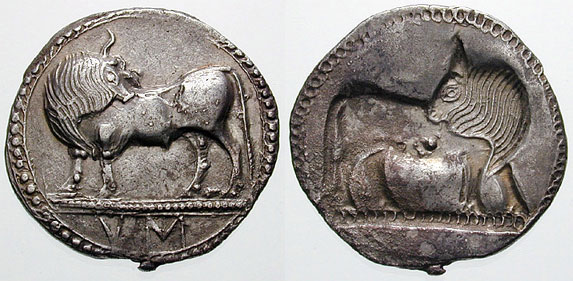
Stater von Sybaris, 550–510 v. Chr.

Bei den von der Stadt Sybaris herausgegebenen Silbermünzen handelt es sich um Statere mit einem Gewicht von ungefähr 8,00 g. In ihrem Münzfuß richten sie sich nach dem achäischen Standard, der Stater war eine Tridrachme. Es wurden auch seltener kleinere Fraktionen wie Drachmen, Tetrobole, Triobole und Obole ausgemünzt.

## Chronologie der Münzprägung
Sybaris prägte Münzen von ca. 550 v. Chr. bis um 400 v. Chr., wobei sich viele Probleme in Chronologie und Datierung der Münzprägungen dadurch ergeben, dass die Stadt mehrmals zerstört oder verlassen und zu einem späteren Zeitpunkt wieder errichtet wurde.
- Ein gesichertes Datum ist die erste Zerstörung von Sybaris durch Kroton 510 v. Chr., die die erste, um 550 v. Chr. begonnene Phase der Münzprägung (Sybaris I) in Sybaris beendete.
- Eine zweite Prägeperiode dauerte von ca. 510 bis 475 v. Chr. (Sybaris II). In diese fällt eine Gemeinschaftsprägung mit Kroton, die einen Dreifuß als Zeichen Krotons auf der Vorderseite und den Stier als Symbol von Sybaris auf der Rückseite zeigte. Weiterhin initiierten Flüchtlinge aus dem zerstörten Sybaris in der Kolonie Laos eine erste Münzprägung nach sybaritischem Vorbild;[2] ausgeprägt wurden Statere, Drachmen und Triobole. Kroton zerstörte Sybaris allerdings um 475/470 v. Chr. erneut und beendete somit diese Phase der Prägung.[3]
- Eine im Folgenden durch die eigene Tochterstadt Poseidonia angeregte Neugründung (Sybaris III) bestand nur wenige Jahre, ca. von 453 bis 448 v. Chr., bevor die Herrschaft wieder an Kroton fiel.[4] Die Münzen dieser Zeit tragen die folgenden Motive: der Stater auf der Vorderseite Poseidon, als Symbol für die Beteiligung Poseidonias an der Gründung, und auf der Rückseite einen Stier, das gewöhnliche Motiv von Sybaris. Die Triobole und Obole tragen auf der Vorderseite wiederum Poseidon und auf der Rückseite einen Vogel.
- Wie Diodor berichtet[5], führte ein Appell Athens zur Gründung von Sybaris IV in den Jahren 446–440 v. Chr. Dieser Aufruf hatte einen großen Zuzug aus der gesamten griechischen Welt zur Folge, welcher bald zu einem Streit zwischen den ursprünglichen Einwohnern und den Zugezogenen führte und als dessen Resultat die Ureinwohner aus der Stadt vertrieben wurden. Der Name von Sybaris IV wurde von den verbliebenen Einwohnern in Thurioi geändert. In der Sybaris IV genannten Phase wurden Drachmen, Triobole und Trihemiobole ausgeprägt, die als Motive auf der Vorderseite den Kopf der Athena und auf der Rückseite den Stier mit rückgewandtem Kopf zeigen.
- Die Statere und Triobole der letzten Phase (Sybaris V), einer Gründung der vertriebenen Ureinwohner von Sybaris am Fluss Traeis (dem heutigen Trionto), tragen als Bilder einen Stier, Poseidon oder einen Reiter.

## Motive
Die Münzen der unteritalischen Stadt Sybaris, einer griechischen Kolonie von Achaiern und Troizenern, zeigen auf Vorder- und Rückseite einen sich umblickenden Stier. Dieser wird von einem Flechtband gerahmt und steht auf einer ebenso gemusterten Grundlinie. Unter dieser oder im Bildfeld befinden sich gelegentlich in griechischen Buchstaben die Anfangsbuchstaben der Stadt ΣY. Die Wahl des Münzbildes bleibt unklar; der Stier könnte auf den Reichtum der Stadt und dessen Ursprung, die Viehzucht verweisen. Der Stier könnte aber auch den Flussgott des lokalen Flusses Krathis darstellen.
Auch Pflanzstädte von Sybaris, wie Poseidonia, Laos, Skidros, Siris und Pyxos, übernahmen das Bild des Stieres auf ihre Münzen.
Laos, in das viele Einwohner von Sybaris nach dessen Zerstörung 510 v. Chr. zogen, bildet auf seinen Münzen einen menschengesichtigen Flussgott ab. Dieses Motiv kann von dem sybaritischen Stier beeinflusst sein, da beide sich umblicken. Siris und Pyxos übernehmen auf einer Gemeinschaftsprägung das sybaritische Münzmotiv und schreiben ihre Stadtnamen bei. Auch in der gemeinsamen Münzprägung von Sybaris mit Kroton wird das Stiermotiv verwendet. Die Abbildung des sybaritischen Motivs auf der Rückseite spiegelt das Kräfteverhältnis, in welchem beide Städte zueinander standen.

## Besonderheiten
Die sybaritischen Münzen bilden einen wichtigen Anhaltspunkt für die Monetarisierung des westlichen Mittelmeergebiets. Sie können erst nach der Gründung der Stadt um 720 v. Chr., müssen aber vor der bei Herodot überlieferten Zerstörung durch Kroton um 510 v. Chr. geprägt worden sein. Dadurch ergibt sich ein terminus ante quem für die ersten Münzen in Unteritalien.
Hergestellt wurden die sybaritischen Münzen in der für die ersten Münzen Unteritaliens typischen inkusen Technik. Beide Münzseiten zeigen dasselbe Bild, einen sich umblickenden Stier, wobei die Vorderseite diesen in erhabenem und die Rückseite in vertieftem Relief wiedergibt. Die Bilder sind durch diese spezielle Technik zueinander seitenverkehrt.